# Ruslan Pateev
Ruslan Michajlovič Pateev (in russo Руслан Михайлович Патеев?; Mosca, 25 aprile 1990) è un ex cestista russo.

## Carriera
Con la Russia ha disputato i Campionati europei del 2015.

## Palmarès
- Eurocup: 1

Chimki: 2014-15